# Parker u mreži
Parker u mreži je 49. epizoda strip serijala Ken Parker.Objavljena je u LMS-665. u decembru 1985. godine. Epizodu je nacrtao Tarquino, a scenario i tekst napisali Đankarlo Berardi i M. Manetero. Epizoda je imala ukupno 94 strane. Koštala je 70 dinara. Autor LMS naslovne strane nije poznat. Naslovnica nije povezana sa događajima u epizodi.

## Originalna epizoda
Originalna epizoda objavljena je premijerno u Italiji pod naslovom Rosse sangue (Reke krvi). Izašla u izdanju Cepima u julu 1982. godine. Koštala je 800 lira.

## Kratak sadržaj
Ken se ukrcava na trgovački brod. Nakon što ga vlasnik jedva prima kao putnika, brod napada banda razbojnika preobučena u vojnike. Ispostavlja se da su na brodu zapravo bili vojnici koji su prevozili oružje. Razbojnici su poubijali kompletnu posadu osim Kena, koji je preživeo. Kada vojska pronalazi brod, onda najpre sumnja u Kena i ispituje ga očekujući da im otkrije gde se nalazi banda. Uskoro Ken zadobija poverenje oficira i kreće sa njima da traga za razbojnicima.

## Hrvatske reprize
Ova epizoda reprizirana je do sada više puta u Hrvatskoj. Prvi put je reprizirana u #49. u izdanju Fibre 16. maja .2008. Treći put je reprizirana 2020. godine izdanju Fibre i Strip agenta u #17. koja je sadržala još dve epizode (Priče o vojnicima, Iduća postaja: Stokton). U Srbiji do sada nije reprizirana.